# 法马古斯塔
阿莫霍斯托斯（羅馬化：Ammochostos；土耳其語： / ），又名为法马古斯塔（英語：Famagusta），是位於地中海東部、塞浦路斯島東岸的城市。

## 名稱
阿莫霍斯托斯古稱「阿爾西諾伊」，這個名稱來自希臘裔埃及法老阿爾西諾伊二世。「阿莫霍斯托斯」這個名字第一次出現是在公元3世紀的古書《大海之距》中，並被當地的希臘人沿用至今。這個名稱後來演變成意大利語、法語、英語和土耳其語（馬烏薩）等名稱。1974年北賽普勒斯建政後，當局在城市的土耳其語名稱前加上（意味「戰士」），並以（加齊馬烏薩）作為城市的正式名稱。

## 氣候

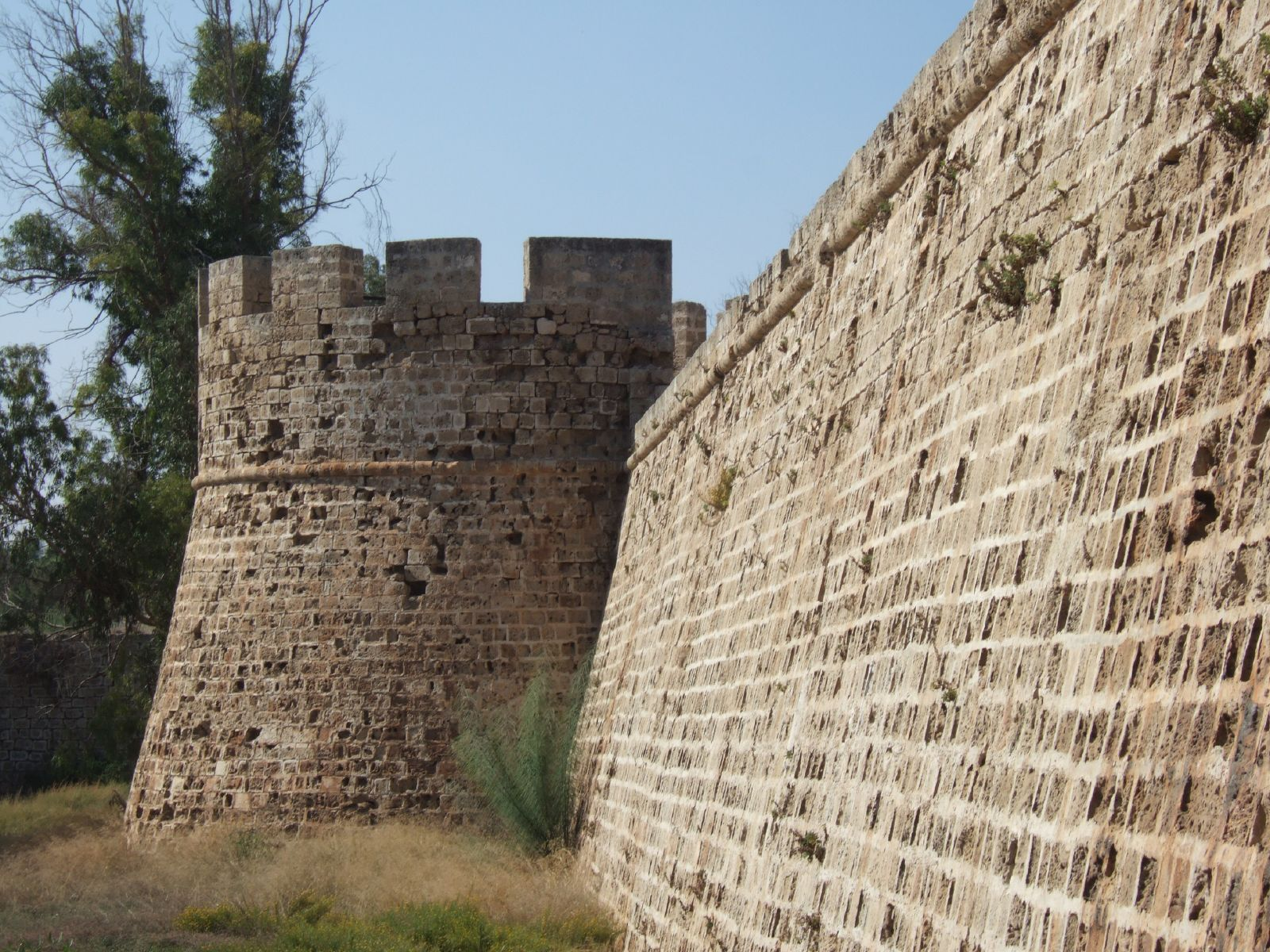
法馬古斯塔的威尼斯城牆

为典型的地中海型氣候。

## 經濟
以农业为主，也有部分銅礦。

## 戲劇
這裡被稱作莎士比亞悲劇《奧賽羅》的舞台。